# إسلام أ. صديقي
إسلام أ. صديقي (بالإنجليزية: Islam A. Siddiqui)‏ هو دبلوماسي أمريكي، ولد في عقد 1940.